# 沖繩縣營鐵道

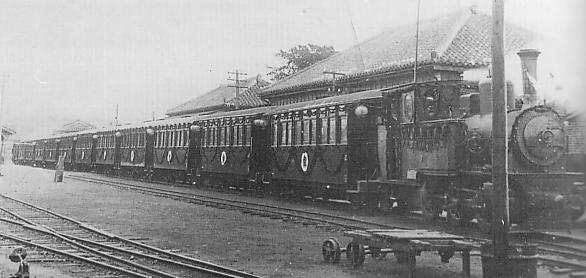
縣營鐵道20週年紀念列車

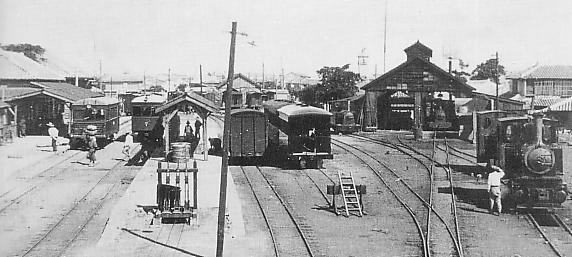
沖繩縣營鐵道的那霸車站（現那霸客運總站）

沖繩縣營鐵道（日语：／ Okinawa ken'ei tetsudō）是大日本帝國在沖繩本島的一條鐵路，有四條路線，分別為與那原線、海陸連絡線、嘉手納線、糸滿線，各於1914年、1917年、1922年、1923年通車，後因戰爭於1945年停運。
鐵道省的文件稱其為沖繩縣立鐵道，但沖繩縣在 1917 年之前將其稱為沖繩縣輕便鐵道，之後稱為沖繩縣鐵道。由於是軌距為762毫米的輕便鐵道，因此被沖繩人俗稱為「ケイビン」「ケービン」。

## 歷史

### 計畫
約於1894年開始有倡議於沖繩本島建設鐵路，由外縣資本家陸續申請興建連接那霸與首里、與那原、佐敷、北谷等地區的鐵路。但除了後來在那霸市行駛路面電車的沖繩電氣以外，都因資金問題未能實現。
所以在明治末期，開始考慮修建縣營鐵路。1913年1月，縣議會批准了修建與那原線和糸滿線的計畫，在1914年11月又通過了嘉手納線的建設計畫。

### 開業期
首先開始修建與那原線，於 1914 年 12 月開業。接下來本應開始建造糸滿線，但由於第一次世界大戰後經濟衰退影響資金，於 1916 年中止建設。
1917年7月所得稅法施行後，決定以經濟援助的名義由國家由所得稅中補貼，興建鐵路的希望再現。
不過縣議會在優先建設糸滿線或嘉手納線上產生爭議，最終於 1917 年 12 月決定開始建造嘉手納線，並於 1922 年 3 月開業。糸滿線最後於 1923 年 7 月開業，完成了從現在的那霸市到嘉手納町、與那原町、糸滿市的路網。
1921年3月，裕仁皇太子在前往歐洲途中，途經沖繩時曾搭乘與那原線。

### 營運經過

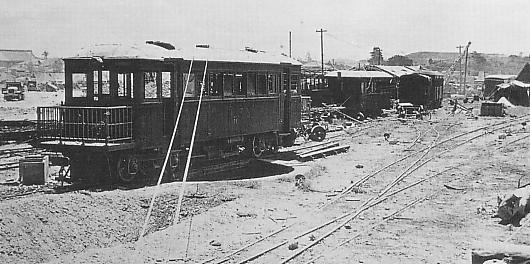
沖繩戰役後的那霸站。此輛動力客車安裝有外部載貨平台和偏心鑄鋼轉向架，從側面的車號和形狀可判斷是KiHa 11號車。

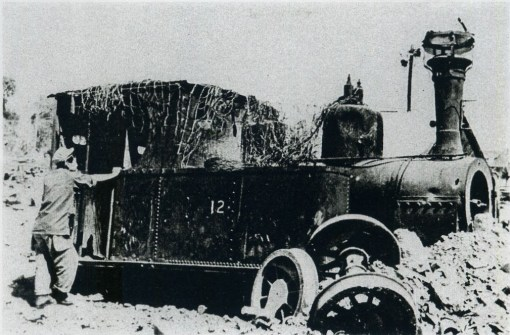
1945年6月，美軍拍攝的埋在瓦礫堆中的12號機車（原日本國鐵190型）

大正時期由於為了償還高漲的建設成本而發行的縣債造成負擔，經營狀況不佳，一度出現了將縣營鐵道國有化的意見。昭和時期雖然業務穩定，但隨著公路的改善，與私有巴士業務開始激烈競爭。縣營鐵道也引進了汽油動力客車來競爭，並於1936年開始經營巴士業務，開設了連接糸滿線和周邊地區的巴士路線。
太平洋戰爭末期以軍事運輸優先，1944 年 7 月，沖繩縣營鐵路停止按一般時刻表營運，實質上成為軍用鐵路。同年10月10日，那霸站在那霸空襲中被燒毀；12月在糸滿線喜屋武與稻嶺之間發生列車爆炸事故。 1945年3月戰況加劇，營運完全停止，鐵路設施在隨後的戰事中被完全摧毀。

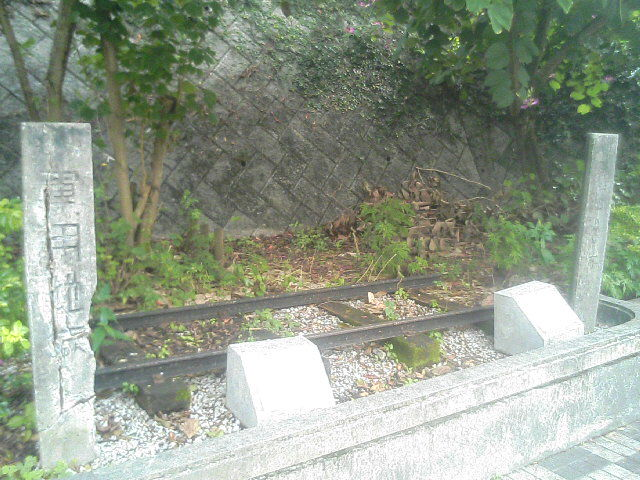
沖繩縣營鐵道嘉手納線，位於浦添市大平的軌道遺跡

韓戰爆發，鐵的需求大量增加，鐵軌被回收利用，加上道路和美軍基地建設，鐵路實際上已經消失了－－雖然並沒有執行正式的廢止程序。於 1952 年 4 月 28 日《舊金山和約》生效時，該鐵路已不再適用日本的地方鐵道法。
1947年11月24日，沖繩民政府（後來的琉球政府）知事志喜屋孝信向美國軍政府（即後來的美國民政府）副長官提出修建鐵路的要求，軍政府起初贊成，但在1948年以後以興建公路為主要方針，故未能重建鐵路。當時的鐵路計畫是採1067毫米軌距，似乎包括將與那原線沿東海岸延伸至前原、金武、名護、大宜味等地，以及類似原系滿線的路線。

### 年表
- 1914年（大正3年）12月1日； 與那原線開通（那霸～與那原）開業。
- 1917年（大正6年）7月1日： 海陸聯絡線（那霸～碼頭貨物裝卸區）開業。
- 1922年（大正11年）3月28日： 嘉手納線（古波藏～嘉手納）開業。
- 1923年（大正12年）7月11日： 糸滿線（國場～糸滿）開業。
- 1930年（昭和5年）3月20日： 得到使用內燃動力的許可而得以引入內燃動力客車。
- 1944年（昭和19年）12月11日： 發生沖繩縣營鐵道運輸彈藥爆炸事故。一列從嘉手納站出發的六節車廂列車，在南風原村（現南風原町）稻嶺車站附近發生大爆炸。車上滿載的彈藥接二連三被誘爆，現場周圍成為一片火海。包括 200 多名士兵，以及女學生和列車乘務員，大約 220 人死亡。
- 1945年（昭和20年）3月： 停止營運。

## 運行情況
旅客列車行駛於那霸～與那原、那霸～嘉手納、那霸～糸滿之間的三條路線，其中嘉手納線、糸滿線的列車會經由與那原線而以那霸站為起點與終站。1925 年時每條路線每天運行 8 趟往返，在最興盛的1937年，與那原線有 16.5 趟往返，嘉手納線有 16 趟往返，糸滿線有 15 趟往返。約有一半的班車是由汽油動力客車行駛。在1937年，那霸至與那原之間需時32分鐘（汽油車26分鐘），那霸與嘉手納之間為1小時16分鐘（汽油車1小時），那霸至與那原之間為1小時7分鐘（汽油車49分鐘）。